# Глубина резко изображаемого пространства
Глубина резко изображаемого пространства (ГРИП), глубина резкости — расстояние вдоль оптической оси объектива между двумя плоскостями в пространстве предметов, в пределах которого объекты отображаются в сопряжённой фокальной плоскости субъективно резко. Непосредственно зависит от важнейших характеристик оптической системы: главного фокусного расстояния и относительного отверстия, а также от дистанции фокусировки. При этом абсолютно резко отображаются только объекты, расположенные в одной плоскости предметного пространства, соответствующей дистанции фокусировки.

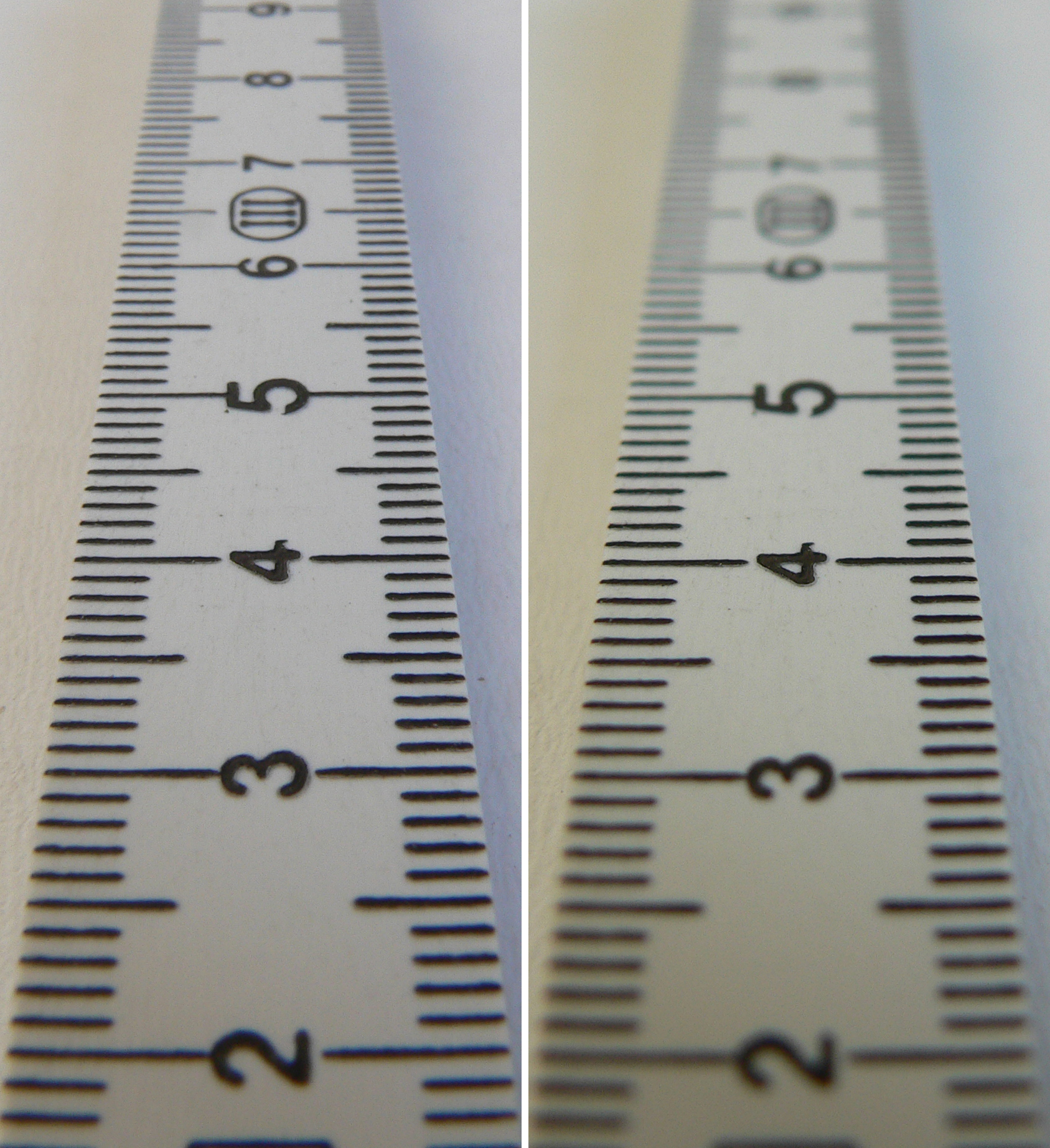
Различие глубины резкости при съёмке с разными значениями относительного отверстия: f/8 (слева) и f/2,8 (справа)

В повседневной речи понятие глубины резко изображаемого пространства обозначается более коротким выражением «глубина резкости».
Однако, в оптике последнее обозначает другую величину, которая отсчитывается в пространстве изображений. Её практическая оценка фотографами и кинооператорами не производится, но играет важную роль в прикладных сферах. Оценка глубины резко изображаемого пространства может производиться визуально на матовом стекле фотоаппарата прямого визирования или зеркального, а также на мониторе электронного видоискателя или по соответствующей шкале на оправе объектива и таблицам, составленным при расчёте оптической системы.

## Критерии глубины резкости

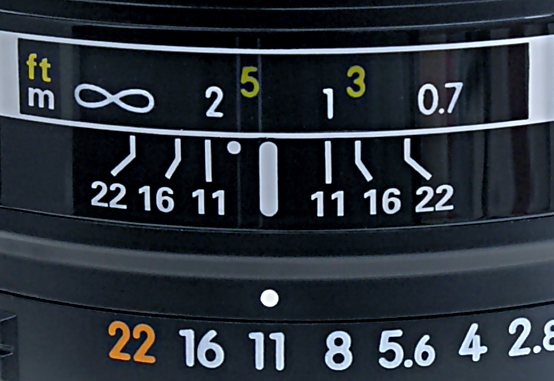
Шкала глубины резкости современного фотообъектива с постоянным фокусным расстоянием. Белые штрихи обозначают границы резкого отображения для разных значений диафрагмы. Видно, что при установленной диафрагме f/11 и текущей дистанции наводки резко отображается пространство от 1 до 2 метров.

Глубина резкости не является абсолютной величиной, поскольку определяется, исходя из наименьшей разрешающей способности объектива, а также из условий наблюдения полученного изображения и возможностей человеческого зрения. Критерием глубины резко изображаемого пространства служит кружок рассеяния, превышающий диаметр диска Эйри объектива, поскольку учитывается светорассеяние фотоэмульсии, снижающее разрешение. В свою очередь, размер кружков рассеяния, образующих изображение объекта съёмки, зависит от расстояния между ним и плоскостью наводки на резкость. Чем больше смещение от плоскости наводки, тем больше диаметр такого кружка и ниже резкость изображения. Точки предметов, расположенных вне плоскости фокусировки, могут изображаться субъективно резко, если диаметры соответствующих кружков рассеяния не превышают пороговую величину.
Эта величина выбирается, исходя из соображения, что при рассматривании с расстояния наилучшего видения 25 сантиметров человеческий глаз воспринимает изображение резким, если кружок рассеяния меньше 0,1 мм. Диаметр принимается пороговым для крупноформатных негативов, предназначенных для контактной печати. Малоформатные фотографические негативы, предназначенные для увеличения, допускают диаметр кружка рассеяния 0,03—0,05 мм, или 1/1000 диагонали кадра. Для среднеформатных негативов 6×6 см кружок рассеяния не должен превышать 0,075 мм. Эта величина рассчитана для фотоотпечатков средних размеров 13×18 и 18×24 см. При более крупных увеличениях предметы, расположенные в пределах расчётной глубины резкости, могут оказаться нерезкими из-за превышения порогового значения, незаметного глазу. Однако это компенсируется тем, что крупные снимки рассматриваются с большого расстояния.
Для 35-мм кинонегатива по советским стандартам допускалось значения кружка рассеяния не более 0,03 мм, а для 16-мм — 0,015 мм. В широкоформатном кинематографе расчётным считается такой же кружок рассеяния, как и на стандартной 35-мм киноплёнке. За рубежом принимались более крупные размеры кружка рассеяния: в США они составляли 0,05 мм (0,002 дюйма) для 35-мм киноплёнки, и 0,025 мм (0,001 дюйма) для 16-мм. Все эти величины также рассчитаны, исходя из условий наблюдения готового изображения, которые зависят от размеров зрительного зала и стандартных экранов.

## Факторы глубины резкости

Зависимость глубины резкости изображаемого пространства от относительного отверстия

Глубина резко изображаемого пространства обратно пропорциональна фокусному расстоянию объектива и прямо пропорциональна диафрагменному числу. ГРИП вариообъективов изменяется одновременно с фокусным расстоянием. Кроме того, глубина резкости прямо пропорциональна дистанции, на которую сфокусирован объектив. Максимальная глубина резкости достижима на бесконечности, которая для большинства объективов начинается с 15—20 метров. Напротив, при наводке на близко расположенные предметы большая глубина резкости достижима с трудом. Особенно это заметно при макросъёмке, когда зона резкого изображения может составлять доли миллиметра даже при сильном диафрагмировании.
Из прямых зависимостей глубины резкости от фокусного расстояния и дистанции фокусировки вытекает ещё одна, косвенная: глубина резкости обратно пропорциональна увеличению изображения объекта съёмки в фокальной плоскости, то есть масштабу, с которым он отображается. Увеличение масштаба достижимо как приближением к снимаемому предмету, так и использованием более длиннофокусного объектива, что в обоих случаях приводит к сужению области пространства, отображаемого резко. В то же время, небольшое увеличение позволяет получить большую глубину резкости.
В практической фото- и киносъёмке глубина резкости чаще регулируется при помощи апертурной диафрагмы с изменяемым относительным отверстием. Диафрагмирование объектива позволяет повысить глубину резкости при прочих равных условиях. Получение небольшой глубины резкости возможно на сравнительно небольших дистанциях съёмки при помощи светосильной оптики с открытой диафрагмой. Возможность «отделить» объект от фона на больших удалениях 50—100 метров дают только светосильные телеобъективы, специально выпускаемые для спортивной фотографии.
Чем больше формат негатива (сенсора), тем труднее достижима большая глубина резкости при том же масштабе изображения, поскольку приходится использовать более длиннофокусный объектив. Крупноформатные фотоаппараты для получения портрета, резко отображающего одновременно всю голову, требуют сильного диафрагмирования, в то время как на малоформатном негативе это достижимо даже при средних значениях диафрагмы. Видеокамеры, обладающие миниатюрной ПЗС-матрицей, обеспечивают огромную глубину резкости даже при съёмке крупным планом. Явление объясняется зависимостью фокусного расстояния, требуемого для получения изображения с определённым углом поля зрения, от размера кадрового окна. Уменьшение размера кадра для его заполнения изображением того же объекта съёмки позволяет использовать более короткофокусный объектив.
Поэтому два снимка одного и того же объекта, сделанные камерами разных форматов в одинаковом масштабе с одного расстояния, при равном относительном отверстии объективов обладают различной глубиной резкости. Камера с меньшим размером кадра даёт более протяжённую глубину резкости, так как для получения аналогичного масштаба используется более короткофокусный объектив.

## Влияние подвижек фотоаппарата
Описанные принципы зависимости глубины резкости справедливы только при строгой перпендикулярности оптической оси объектива к плоскости фотоматериала или матрицы. Наклон оси в результате подвижек изменяет картину распределения резкости из-за несовпадения плоскости резкого изображения с кадровым окном. Это может использоваться как для расширения зоны снимка, отображаемой резко, так и для её искусственного сужения.
Возможности управления глубиной резкости при помощи подвижек характерны для карданных камер и фотоаппаратов, оснащённых шифт-объективом с возможностью уклона. Соблюдение принципа Шаймпфлюга позволяет отображать резко объекты, расположенные на разных расстояниях без диафрагмирования объектива. Однако, глубина резкости при этом не увеличивается, а перемещается область пространства, отображаемого резко. Объекты вне этой зоны отображаются нерезкими, даже если находятся на одном расстоянии с резкими. Наклон оптической оси даёт эффект небольшой глубины резкости удалённых ландшафтов, обычно резких по всему полю кадра. В результате крупные объекты съёмки кажутся субъективно миниатюрными, похожими на макет или игрушку.

## Особенности цифровой фотографии

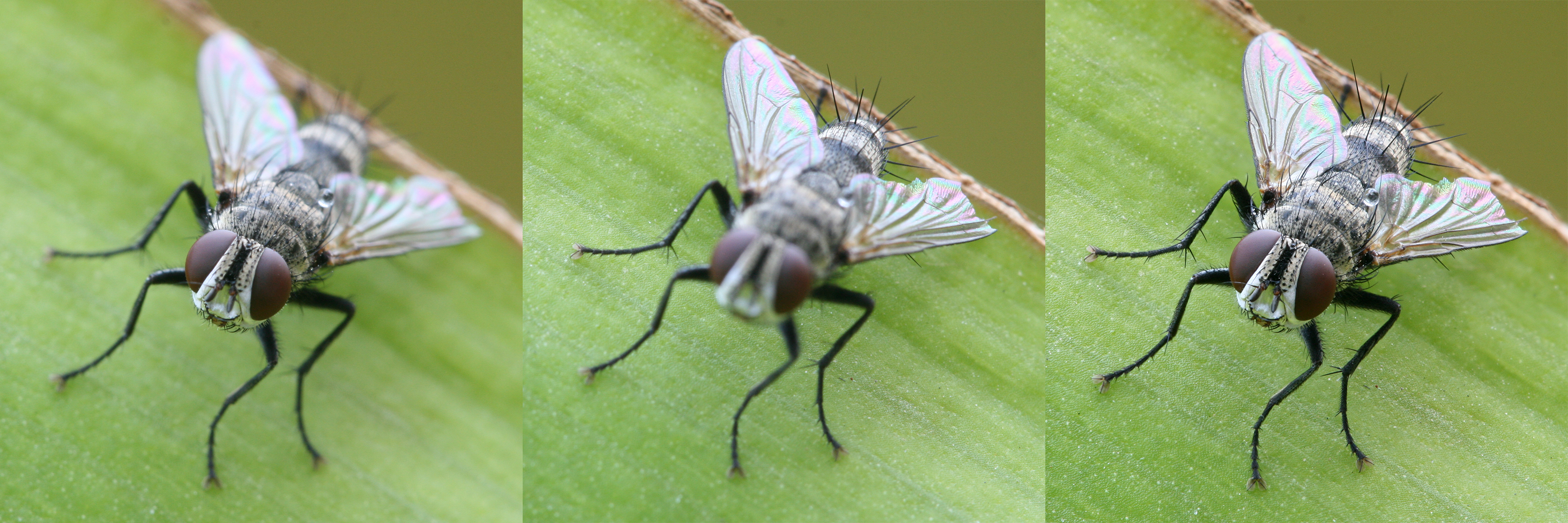
Увеличение глубины резкости программным способом. Слева — два из шести исходных снимков, снятых с брекетингом фокуса; справа — готовый снимок, полученный в приложении «CombineZM»

Шкалы глубины резкости, нанесённые на оправы большинства сменных фотообъективов, рассчитаны для фотоплёнки, эмульсия которой обладает светорассеянием, снижающим резкость изображения. Фотоматрицы влияют на разрешение в значительно меньшей степени, позволяя полнее использовать возможности этой же оптики, используемой с современными цифровыми зеркальными фотоаппаратами. Стандарты новейших объективов для DSLR в 1,5 раза строже, и исходят из размера кружка нерезкости, составляющего 1/1500 диагонали полнокадровой матрицы, то есть 28, или, округлённо, 30 микрометров. Глубина резкости, определяемая по таким шкалам, вполне соответствует наиболее массовому формату фотоотпечатка 10×15 см. Для более крупных снимков и изображения на мониторе компьютера она оказывается завышенной, поскольку современные сенсоры обеспечивают более высокую разрешающую способность, чем плёнка. В ещё большей степени несоответствие таких шкал проявляется при использовании фотоматриц уменьшенных размеров APS-C и Nikon DX. Для учёта современных технических возможностей могут использоваться альтернативные калькуляторы глубины резкости, рассчитанные исходя из размера пикселя матрицы.
Техника цифровой фотографии позволяет значительно увеличить глубину резкости за счёт объединения нескольких фотографий, снятых с различными дистанциями фокусировки объектива (брекетинг фокуса). Специальные компьютерные приложения позволяют «склеивать» снимки с переменной фокусировкой. Такая техника, получившая название англ. Focus Stacking, получила распространение в прикладной научной фотографии, главным образом в макро- и микрофотографии, поскольку пригодна только для съёмки неподвижных объектов. Новейшая технология камеры светового поля позволяет регулировать дистанцию фокусировки и глубину резкости изображения уже после съёмки программными методами.
Последние модели смартфонов Nokia с 2013 года оснащаются встроенной камерой с возможностью управления глубиной резкости, получившей торговое название «Refocus». При этом фокусировка может быть изменена после съёмки, что особенно эффективно для сцен, протяжённых в глубину.

## Расчёт ГРИП

Диаграмма, иллюстрирующая зависимость глубины резкости от относительного отверстия. Точки 1 и 3, находящиеся не в фокусе, при закрытой диафрагме 4 дают кружки рассеяния меньшего диаметра

Передняя и задняя границы резко изображаемого пространства могут быть определены по формулам:
{\displaystyle R_{1}={\frac {R\cdot f^{2}}{f^{2}-K\cdot f\cdot z+K\cdot R\cdot z}}};
{\displaystyle R_{2}={\frac {R\cdot f^{2}}{f^{2}+K\cdot f\cdot z-K\cdot R\cdot z}}},
где
{\displaystyle R_{1}} — дистанция до передней границы резко изображаемого пространства;
{\displaystyle R} — дистанция фокусировки;
{\displaystyle R_{2}} — дистанция до задней границы резко изображаемого пространства;
{\displaystyle f} — заднее главное фокусное расстояние объектива в метрах;
{\displaystyle K} — знаменатель геометрического относительного отверстия объектива или диафрагменное число;
{\displaystyle z} — диаметр кружка нерезкости или допустимый кружок рассеяния, для негативов форматом 24×36 мм равный 0,03—0,05 мм (в формулу подставляется значение в метрах).
Значения {\displaystyle R_{1}}, {\displaystyle R}, {\displaystyle R_{2}} отсчитываются от фокальной плоскости фотоаппарата (где располагается фотоматериал или фотоматрица). Глубина резко изображаемого пространства {\displaystyle P} определяется разностью между задней и передней границами резкости:
{\displaystyle P=R_{2}-R_{1}}

## Гиперфокальное расстояние
Расстояние, на которое сфокусирован объектив, когда задняя граница резко изображаемого пространства лежит в «бесконечности» для данного геометрического относительного отверстия, называется «гиперфокальным». Понятие гиперфокального расстояния важно в практической фотографии и киносъёмке потому, что обеспечивает максимально возможную глубину резкости, расположенную от бесконечности до половины расстояния фокусировки.
При ландшафтной съёмке короткофокусной оптикой наилучшая резкость достигается при фокусировке объектива не на «бесконечность», а на гиперфокальное расстояние. Упрощённо это достигается совмещением символа «бесконечности» шкалы фокусировки с делением шкалы глубины резкости, соответствующим текущей диафрагме. Тогда передняя граница резко изображаемого пространства будет находиться на расстоянии, равном половине гиперфокального расстояния. При расположении объектов съёмки не ближе этого расстояния всё изображаемое пространство на фотографии будет практически резким с учётом размеров кружка рассеяния. Большинство широкоугольных объективов для малоформатных фотоаппаратов и 35-мм кинокамер при фокусировке на гиперфокальное расстояние отображают резкими предметы практически на любых дистанциях. До появления эффективных систем автофокуса этим явлением пользовались при репортажной и спортивной съёмке, когда времени на точную фокусировку недостаточно.
Компактные устройства с небольшим размером кадра и короткофокусным объективом, такие как веб-камеры, экшн-камеры, камерафоны и камеры видеонаблюдения, зачастую не требуют фокусировки за счёт неподвижной установки объектива типа фикс-фокус на гиперфокальное расстояние. То же относится к простейшим фотоаппаратам и кинокамерам. Гиперфокальное расстояние для каждого объектива индивидуально и зависит от текущего диафрагменного числа. Вычисляется по формуле:
{\displaystyle H={\frac {f^{2}}{Kz}}+f},
где
{\displaystyle H} — гиперфокальное расстояние;
{\displaystyle f} — фокусное расстояние;
{\displaystyle K} — знаменатель относительного отверстия;
{\displaystyle z} — диаметр кружка рассеяния.
Для практических расчётов можно воспользоваться упрощённой формулой:
{\displaystyle H={\frac {f^{2}}{Kz}}}
На практике достаточно вычислять {\displaystyle H} с точностью 1—2 значимые цифры, так как с такой же точностью обычно задан диаметр кружка рассеяния. Значения {\displaystyle H} становятся более наглядными и легко запоминаются, если их округлить до стандартных диафрагменных чисел (до приблизительных чисел геометрической прогрессии со знаменателем {\displaystyle {\sqrt {2}}}). В приведённой таблице гиперфокальные расстояния соответствуют диаметру кружка рассеяния около 0,02 мм на кадре 24×36 мм.
| Фокусное расстояние, мм | Гиперфокальное расстояние, м, при диафрагме | Гиперфокальное расстояние, м, при диафрагме | Гиперфокальное расстояние, м, при диафрагме | Гиперфокальное расстояние, м, при диафрагме | Гиперфокальное расстояние, м, при диафрагме | Гиперфокальное расстояние, м, при диафрагме | Гиперфокальное расстояние, м, при диафрагме |
| Фокусное расстояние, мм | f/2                                         | f/2,8                                       | f/4                                         | f/5,6                                       | f/8                                         | f/11                                        | f/16                                        |
| ----------------------- | ------------------------------------------- | ------------------------------------------- | ------------------------------------------- | ------------------------------------------- | ------------------------------------------- | ------------------------------------------- | ------------------------------------------- |
| 18                      | 8                                           | 5,6                                         | 4                                           | 2,8                                         | 2                                           | 1,4                                         | 1                                           |
| 24                      | 16                                          | 11                                          | 8                                           | 5,6                                         | 4                                           | 2,8                                         | 2                                           |
| 35                      | 32                                          | 22                                          | 16                                          | 11                                          | 8                                           | 5,6                                         | 4                                           |
| 50                      | 65                                          | 45                                          | 32                                          | 22                                          | 16                                          | 11                                          | 8                                           |
| 70                      | 130                                         | 90                                          | 65                                          | 45                                          | 32                                          | 22                                          | 16                                          |
| 100                     | 250                                         | 180                                         | 130                                         | 90                                          | 65                                          | 45                                          | 32                                          |

При фотографировании бесконечности использование гиперфокального расстояния упрощает формулы расчёта границ резко изображаемого пространства:
{\displaystyle R_{1}={\frac {HR}{H+R}}};
{\displaystyle R_{2}={\frac {HR}{H-R}}},
где
{\displaystyle R_{1}} — передняя граница резко изображаемого пространства;
{\displaystyle R} — расстояние, на которое производится наводка на резкость;
{\displaystyle R_{2}} — задняя граница резко изображаемого пространства.
Из формул следует, что зона резкости по протяжённости больше от плоскости наводки до задней границы резкости, чем от плоскости наводки до передней границы резкости. Так, при фокусировке объектива на расстояние H/2 протяжённость зоны резкости будет от H/3 до H, при фокусировке на H/3 — от H/4 до H/2 и так далее.
Для определения плоскости наводки {\displaystyle R} при заданных передней и задней границах резкости пользуются формулой:
{\displaystyle R={\frac {2R_{1}R_{2}}{R_{1}+R_{2}}}}

## Отношение передней и задней ГРИП
Глубина резкости за объектом всегда больше, чем таковая перед ним. Когда объект находится на гиперфокальном расстоянии или дальше, дальняя ГРИП бесконечна, поэтому соотношение равно 1:∞; по мере уменьшения расстояния до объекта соотношение ближней и дальней ГРИП увеличивается, приближаясь к единице при большом увеличении. При больших апертурах на типичных портретных расстояниях соотношение все еще близко к 1:1.

## Методы расчета поля с участием объектов
Традиционные формулы глубины резкости бывает трудно использовать на практике. В качестве альтернативы тот же самый расчет может быть выполнен без учета фокусного расстояния и диафрагменного числа. Мориц фон Рор и позже Мерклингер отмечают, что эффективный абсолютный диаметр диафрагмы при определенных обстоятельствах может быть использован для подобной формулы.
Более того, традиционные формулы глубины резкости предполагают равные приемлемые круги рассеяния для ближних и дальних объектов. Мерклингер предположил, что дальние объекты часто должны быть намного резче, чтобы быть хорошо узнаваемыми, тогда как близкие объекты, будучи крупнее на пленке, не нуждаются в такой резкости. Потеря деталей на дальних объектах может быть особенно заметна при экстремальном увеличении. Для достижения дополнительной четкости удаленных объектов обычно требуется фокусировка за пределы гиперфокального расстояния, иногда почти на бесконечность. Например, при съемке городского пейзажа с приколами на переднем плане, такой подход, названный Мерклингером методом объектного поля, предполагает фокусировку очень близко к бесконечности и уменьшение фокусного расстояния, чтобы сделать прикол достаточно резким. При таком подходе объекты переднего плана не всегда можно сделать идеально резкими, но потеря резкости на ближних объектах может быть приемлемой, если узнаваемость дальних имеет первостепенное значение.
Другие авторы, такие как Энсел Адамс, придерживаются противоположной позиции, утверждая, что небольшая нерезкость объектов переднего плана обычно вызывает большее раздражение, чем удаленных частей сцены.

## Практическое значение глубины резкости

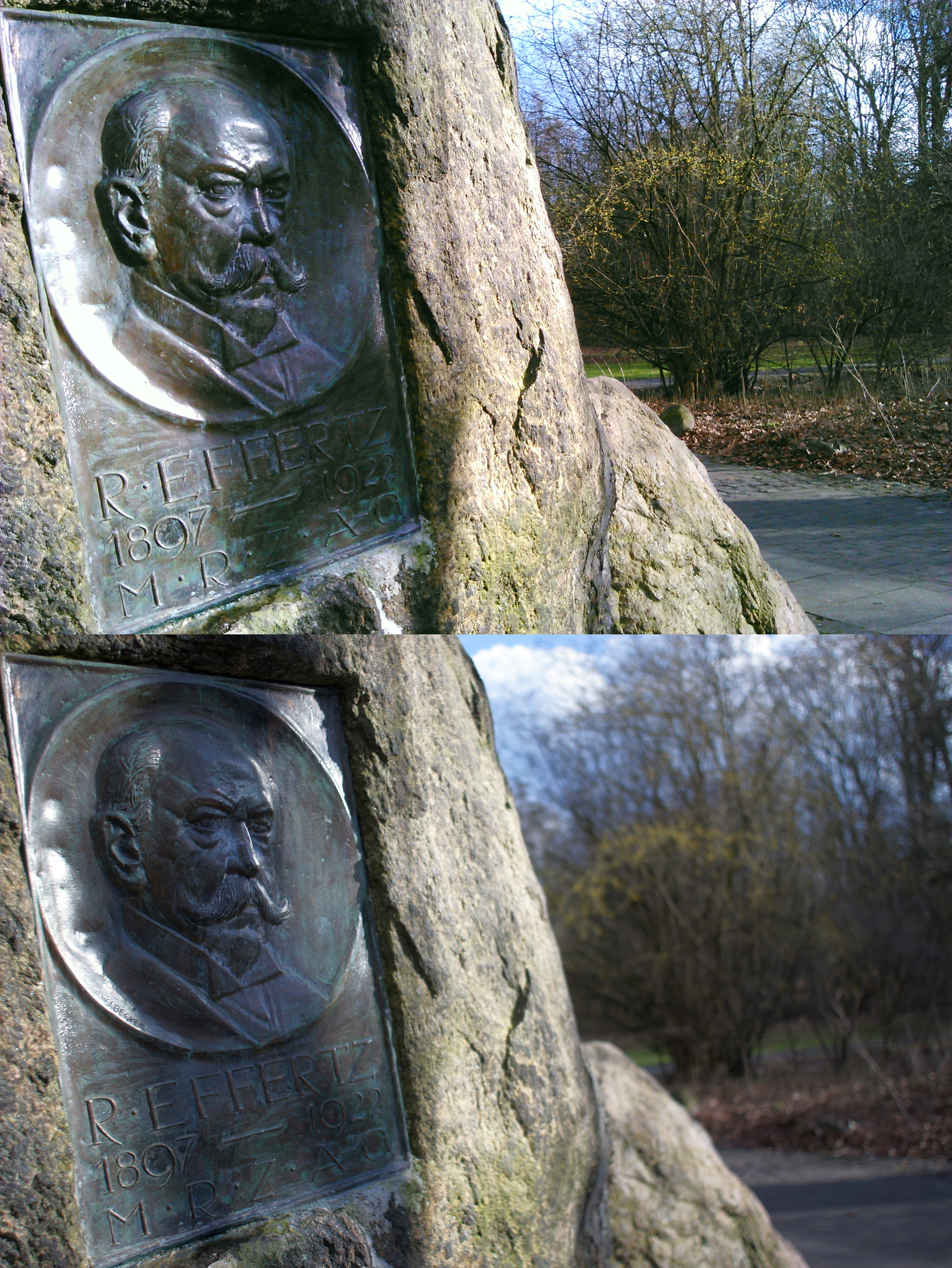
Фотографии, снятые в одинаковом масштабе камерафоном (вверху) и фотоаппаратом с матрицей APS-C

Большая глубина резкости, необходимая для точного отображения деталей, не всегда рассматривается как достоинство снимка. Выделение главного объекта съёмки резкостью в художественной фотографии и кинематографе традиционно используется как выразительное средство, наряду с тональной и линейной перспективой.
Для классических фото- и кинокамер с большим размером кадра характерна небольшая глубина резкости, позволяющая эффективно использовать этот приём. Особенно удобны в этом отношении полнокадровые цифровые зеркальные фотоаппараты и цифровые кинокамеры формата «Супер-35». Специальные портретные объективы относятся к группе длиннофокусных и обладают небольшой глубиной резкости. Напротив, миниатюризация техники и распространение мобилографии характерны тенденцией роста глубины резкости, легко достижимой при небольших фокусных расстояниях. Это позволяет в большинстве таких устройств обходиться без фокусировки, но влияет на эстетику изображения, лишённого объёма.
Имитация глубины резкости часто используется в трёхмерной графике и компьютерных играх для придания изображению достоверного «оптического» вида. Кроме того, это помогает сосредоточить внимание игрока на главном объекте или персонаже. На специализированных сайтах данный эффект обычно называется английским аналогом термина «глубина резкости» — Depth of Field, DOF.
В то же время, современный кинематограф, развивающийся в направлении повышения зрелищности за счёт повсеместного распространения технологий 3D, обнаруживает тенденции к отказу от такого выразительного средства, как выделение резкостью при её малой глубине. Передача объёма достигается в стереокино другими путями, не требующими «классических» выразительных средств. Такой подход затрудняет постановку сложных сцен, например при съёмках фильма «Сталинград» по новейшим технологиям IMAX 3D, когда изображение снималось с расчётом достижения максимальной глубины резкости всего кадра. Аналогичным образом создавалось изображение фантастического «Аватара». Современная операторская школа исходит из того, что большая глубина резкости позволяет полнее использовать достоинства объёмного изображения и повысить эффект присутствия.
В традиционном «плоском» кинематографе кинооператоры предпочитают использовать сравнительно длиннофокусные киносъёмочные объективы, позволяющие выделять объект съёмки резкостью. Компактные видеокамеры с матрицей небольшого размера могут использовать кадр такой оптики полностью при помощи DOF-адаптеров с промежуточным изображением.